# Rusty Lake
Rusty Lake är en sjö i Algoma District i provinsen Ontario i den sydöstra delen av Kanada. Rusty Lake ligger 343 meter över havet. Sjön har sitt utlopp i söder och vattnet rinner vidare till Little Moon Lake. Rusty   Lake tillhör Blind Rivers avrinningsområde.